# NGC 4125
NGC 4125 je eliptická nebo čočková galaxie v souhvězdí Draka vzdálená od Země přibližně 78 milionů světelných let. Objevil ji John Russell Hind 4. ledna 1850.
Na obloze se nachází jihojihozápadně od hvězdy Ketu (κ Dra) a blízko hranice s Velkou medvědicí. Její hvězdná velikost je 9,6 a jako malou eliptickou skvrnku ji mohou ukázat i menší dalekohledy.